# Ashkal (film)
Pour plus de détails, voir Fiche technique et Distribution.
Ashkal est un film tunisien réalisé par Youssef Chebbi, sorti en 2022.
Il remporte l'Antigone d'or, le prix de la critique et le prix de la meilleure musique au Festival du cinéma méditerranéen de Montpellier 2022.

## Synopsis
À Tunis, dans l'un des bâtiments d'un projet immobilier de luxe, les Jardins de Carthage, abandonné après la chute de Ben Ali, on retrouve le corps calciné du gardien de nuit. Suicide ou meurtre ? Un policier, père de famille, en bute à certains de ses collègues, et sa jeune acolyte vont enquêter sur cette mort mystérieuse, à laquelle vont s'ajouter bientôt d'autres immolations par le feu, selon le même protocole. Une traque s'installe mais les traqueurs semblent eux aussi traqués.

## Fiche technique
Sauf indication contraire, les informations mentionnées dans cette section peuvent être confirmées par la base de données cinématographiques IMDb,  présente dans la section « Liens externes ».
- Titre français : Ashkal
- Réalisation : Youssef Chebbi
- Scénario : François-Michel Allegrini et Youssef Chebbi
- Photographie : Hazem Berrabah
- Montage : Valentin Féron
- Musique : Thomas Kuratli
- Pays de production : Tunisie - France - Qatar
- Format : couleur — 1,66:1
- Genre : drame, policier, fantastique
- Durée : 92 minutes
- Dates de sortie :
  - France : 25 mai 2022 (Festival de Cannes 2022) et 25 janvier 2023 (sortie nationale)

## Distribution
- Fatma Oussaifi : Fatma
- Mohamed Grayaâ : Batal
- Rami Harrabi : l'homme à la capuche
- Hichem Riahi : Lassaad
- Nabil Trabelsi : Bouhlel Jilani
- Bahri Rahali : Jilani
- Oumayma Meherzi : Lilia
- Ghalia Jebali : Aya
- Aymen Ben Hmida : Amir
- Adel Monam Khemis : Sami
- Barrie Marleen : Fanta

## Accueil critique
En France, le site Allociné propose une moyenne de 3,6⁄5, fondée sur 16 critiques de presse.

## Distinctions

### Récompenses
- Festival du cinéma méditerranéen de Montpellier 2022 : Antigone d'or, prix de la critique et prix de la meilleure musique[2],[3]
- FESPACO 2023 : Étalon d'or[4]

### Sélection
- Festival de Cannes 2022 : sélection à la Quinzaine des réalisateurs